# 龚隹育
龔隹育（1622年—1685年），原名隹胤，字祖錫，號介岑，浙江杭州府仁和縣人，清朝政治人物、藏書家、篆刻家。

## 生平
明末為掾吏，入清後任龍驤衛經歷，遷甘肅安定縣知縣，歷升戶部河南司主事、戶部江西司員外郎、兵部郎中，康熙十二年（1673年）任山東按察司僉事、分巡通永。朱彝尊客居龔隹育潞河幕府。十六年（1677年）任江寧布政使，朱彝尊隨他徙居江寧府，二十二年（1683年）升光祿寺卿，二十四年（1685年）卒於官。

## 家庭
妻李氏。子龔翔麟。婿邵璸。

## 关联条目
- 龚隹育墓